# Cylicodiscus gabunensis
Cylicodiscus gabunensis är en ärtväxtart som beskrevs av Hermann August Theodor Harms. Cylicodiscus gabunensis ingår i släktet Cylicodiscus, och familjen ärtväxter. Inga underarter finns listade i Catalogue of Life.